# Пургин, Андрей Евгеньевич
Андрей Евгеньевич Пургин (укр. Андрій Євгенович Пургін; род. 26 января 1972, Марьинка, Донецкая область, Украинская ССР) — украинский общественно-политический деятель, председатель Народного Совета подконтрольной России ДНР с 14 ноября 2014 года по 4 сентября 2015 года, до этого 1 заместитель председателя Совета Министров республики с 16 мая 2014 года. Основатель движения «Донецкая республика».
Как «участник и организатор сепаратистских акций» находится под международными санкциями Евросоюза, США, Великобритании и ряда других стран.

## Биография
Родился и вырос в городе Марьинка, где окончил среднюю школу. С раннего детства увлекался историей и политикой. В 1989 году поступил в Донецкий государственный технический университет на факультет «Автоматизированные системы управления» по специальности «Автоматика и телемеханика».
По утверждению украинских источников, с начала 1990-х до середины 2000-х сменил около 70 мест работы, среди которых торговые фирмы, благотворительные организации и даже Донецкий цирк.
В 2004 году выступил противником Оранжевой революции. С 2005 года был соучредителем общественно-политической организации «Донецкая Республика». Основной целью членов объединения было предоставление особого статуса восточным областям Украины с образованием наследницы Донецко-Криворожской Советской Республики 1918 года.
В ночь с 22 на 23 февраля 2014 года «Союз рождённых революцией» установил палаточный городок на площади Ленина в Донецке. Тогда участники акции выдвинули 12 требований, среди которых — федеративное устройство Украины и придание русскому языку статуса второго государственного, но Донецкий городской совет оспорил в суде законность установки палаток членами этой организации и уже 1 марта Ворошиловский районный суд Донецка обязал их свернуть. Продолжал оппозиционную деятельность.
Стал одним из лидеров пророссийских протестов на юго-востоке Украины и Донецкой Народной Республики. 19 марта 2014 года поступала информация о задержании Пургина сотрудниками Службы безопасности Украины, однако уже 22 марта он был на свободе. 19 апреля Служба безопасности Украины объявила Пургина в розыск по обвинению в терроризме.
16 мая стал первым вице-премьером правительства ДНР, 14 ноября — председателем Народного Совета.
20 июня был включён в санкционный список США.
5 сентября 2014 года подписал Минское соглашение со стороны ДНР.
28 февраля 2015 года госпитализирован в больницу с подозрением на микроинсульт. Подозрения подтвердились 5 марта.
4 сентября 2015 года возвращавшегося из РФ Пургина и руководителя секретариата Народного совета ДНР Алексея Александрова силовики ДНР заблокировали на российской границе на пропускном пункте Успенка и несколько часов не пропускали в Республику. Позже их всё-таки пропустили и задержали на подъезде к Донецку вместе с женой и сыном Александрова Алексеем, передав Министерству госбезопасности. Вечером этого дня стало известно об отставке Пургина, должность главы Народного Совета получил его заместитель Денис Пушилин. 5 сентября тот объяснил отставку Пургина его попаданием под влияние Александрова и тем, что он «предпринял ряд политических заявлений, идущих вразрез с политикой всего государства». По словам сторонников Пургина, его отставка стала итогом его конфликта с Пушилиным по поводу дальнейшего развития республики. Сам Андрей Пургин назвал своё отстранение беспределом, но заявил о планах создать сетевую «Донецкую республику». В течение 2016 года провёл несколько конференций (Ростов-на-Дону, Луганск, Донецк, Воронеж) по организации нового движения «Юг России».
6 февраля 2017 года решением депутатов ДНР был досрочно лишён мандата вместе со своим сторонником Дмитрием Лучиным с формулировкой невыполнение депутатских обязанностей. Официальной причиной был назван пропуск всех заседаний осенней сессии парламента.
6 ноября 2019 года стал главным редактором информационного агентства «Новороссия».